# Aglaophenia parvula
Aglaophenia parvula är en nässeldjursart som beskrevs av V.S. Bale 1882. Aglaophenia parvula ingår i släktet Aglaophenia och familjen Aglaopheniidae. Inga underarter finns listade i Catalogue of Life.